# Петрухнов, Алексей Викторович
Алексей Викторович Петрухнов (род. 15 марта 1972) — российский легкоатлет, специалист по прыжкам в длину. Выступал за сборную России по лёгкой атлетике в середине 1990-х годов, серебряный призёр чемпионата России, участник летних Олимпийских игр в Атланте. Представлял Краснодарский край. Личный рекорд — 8,18 метра (1996).

## Биография
Алексей Петрухнов родился 15 мая 1972 года. Занимался лёгкой атлетикой в Краснодарском крае.
Наивысшего успеха в своей спортивной карьере добился в сезоне 1996 года, когда с личным рекордом в 8,18 метра завоевал серебряную медаль в прыжках в длину на чемпионате России в Санкт-Петербурге, уступив здесь только Юрию Наумкину. Благодаря этому результату вошёл в основной состав российской национальной сборной и удостоился права защищать честь страны на летних Олимпийских играх в Атланте — на предварительном квалификационном этапе прыгнул на 7,50 метра и в финал не вышел.
После атлантской Олимпиады Петрухнов больше не показывал сколько-нибудь значимых результатов в лёгкой атлетике на международной арене.